# Mynta (musikgrupp)
Mynta är en svensk musikgrupp (jazz) som bildades 1979. Mynta består av Santiago Jemenez (fiol och keyboard), Dallas Smith (indisk flöjt, sopransax och/eller klarinett), Christian Paulin (elbas), Fazal Qureshi (tabla och/eller kanjira), Max Åhman (akustisk gitarr) samt Sebastian Printz (slagverk och trummor).
Delar av Mynta utgör Muminensemblen, en musik- och teatergrupp som turnerar med olika Muminföreställningar, bland annat i Riksteaterns regi. Artisten Tess Merkel ingick under en tid i ensemblen.

## Diskografi
- 1983 – Havanna Club
- 1985 – Short Conversation
- 1988 – Indian Time
- 1991 – Hot Madras
- 1994 – It Is Possible
- 1994 – Nandu’s Dance
- 1997 – First Summer
- 1999 – Mynta Live
- 2001 – Cool Nights
- 2003 – Teabreak
- 2006 – Hot Days
- 2009 – Meetings in India